# La Conner

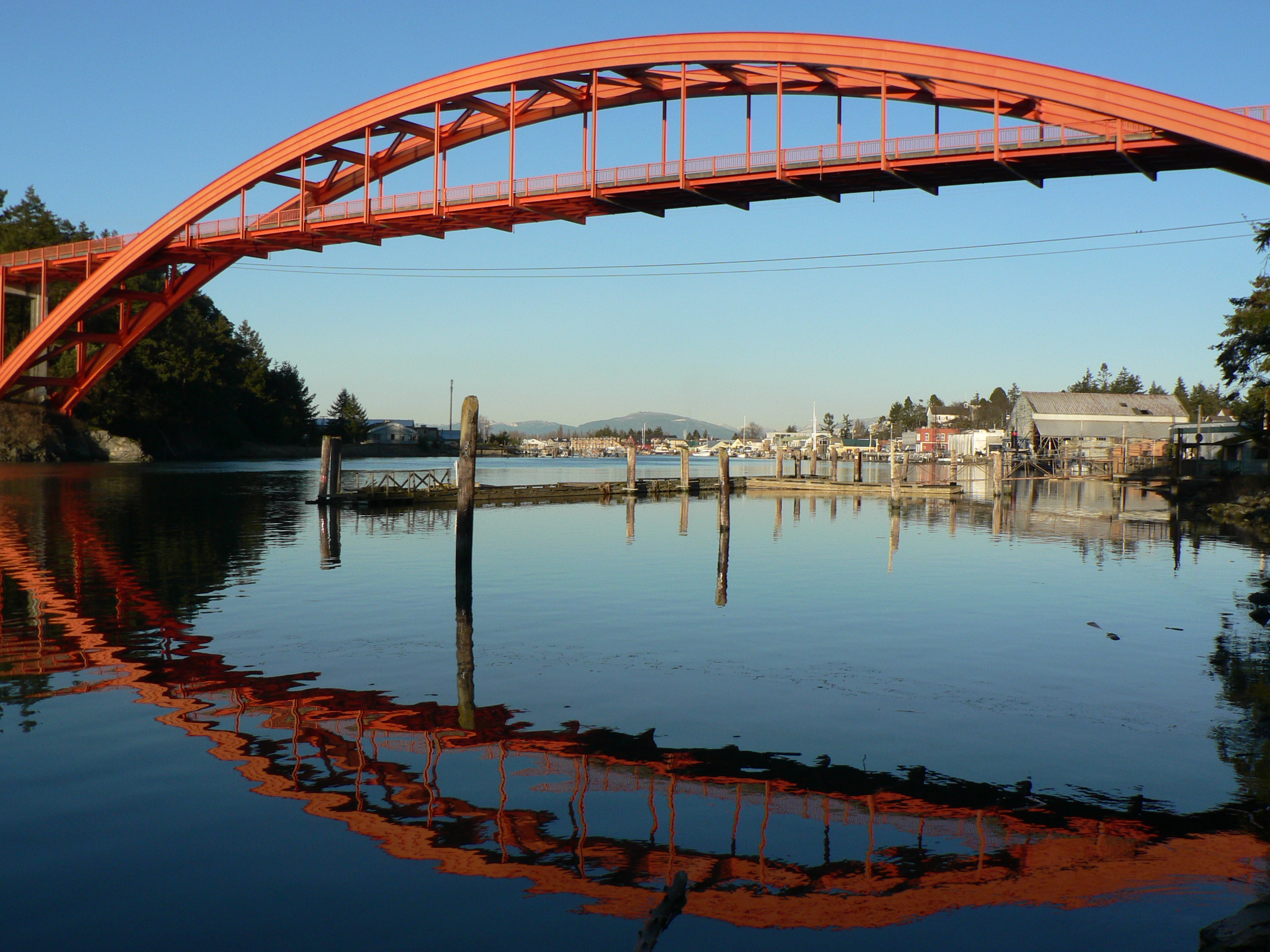
Duhový most.

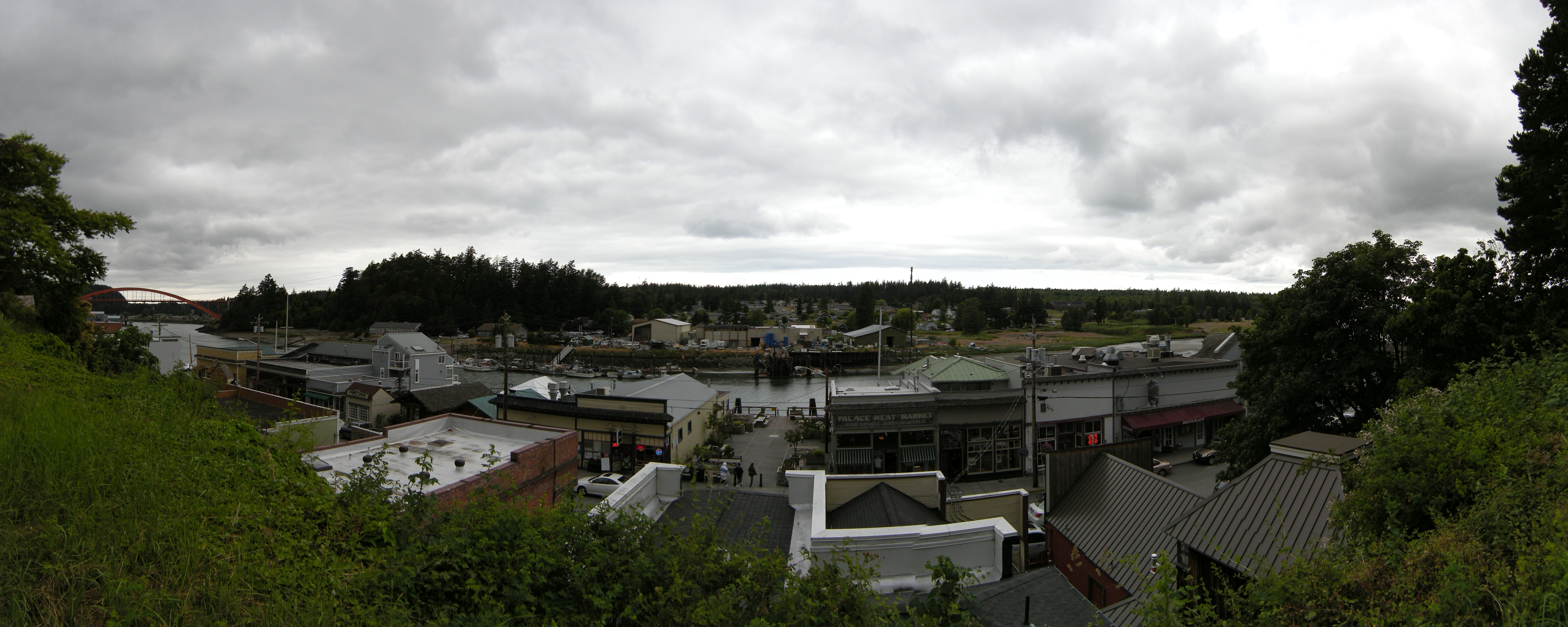
Pohled na část historického centra města.

La Conner je město v okrese Skagit v americkém státě Washington. V roce 2010 v něm žilo 891 lidí a město patřilo do metropolitní oblasti Mount Vernon-Anacortes. Každý duben se ve městě koná většina události spjatých s festivalem Skagit Valley Tulip Festival. Centrum města, které ohraničují ulice Second Street, Morris Street a Commerical Street a Swinomišský kanál, je historickým obvodem, který je zapsán v Národním rejstříku historických míst.

## Historie
Území města bylo poprvé osídleno v květnu 1867, kdy jej založil Alonzo Low a jeho jméno bylo Swinomish. O dva roky později zdejší obchodní středisko koupil J. S. Conner a roku 1870 změnil jméno osady na La Conner po své ženě, jejíž jméno bylo Louisa Ann. „La“ v názvu města tedy představuje její iniciály. V minulosti bylo město také okresním městem okresu Skagit.

## Geografie
Město má rozlohu 1,3 km², z čehož 16 % je tvořeno vodní plochou.

## Demografie
Z 891 lidí, kteří zde žili roku 2010, tvořili 87 % běloši, 5 % původní obyvatelé a 1 % Asiaté. 6 % obyvatelstva bylo hispánského původu.

## Památky
Ve městě se nachází Duhový most, který se rozpíná nad Swinomišským kanálem, a spojuje tak město s Fidalgovým ostrovem, na kterém se nachází obec Shelter Bay, Swinomišská indiánská rezervace a také město Anacortes. Kromě historického centra města se v Národním rejstříku historických míst nachází také Švédský evangelický luteránský kostel a fara východně od města.

## Místní osobnosti
- Tom Robbins - americký spisovatel a dlouhodobý obyvatel města
- Art Hupy - voják ve 2. sv. válce, fotograf a zakladatel zdejšího Muzea severozápadního umění

## Kultura
Každé jaro přijíždí do města mnoho návštěvníků, aby viděli zdejší výstavu tulipánů. Dále je město známé pro své krocany divoké, které v roce 2005 vyhlásilo svými oficiálními ptáky. O rok později ale odstartovala debata o jejich užitku městu, jelikož krocani se vyznačují hlukem, všudypřítomnými výkaly a požíváním zahradních materiálů. V říjnu 2010 konečně městská rada rozhodla o jejich odstranění z území města.

## Partnerská města
- - Kenmare, hrabství Kerry
- - Olga, Přímořský kraj
- - San Rafael del Sur, Managua